# Neurothemis disparilis
Neurothemis disparilis är en trollsländeart som beskrevs av Kirby 1889. Neurothemis disparilis ingår i släktet Neurothemis och familjen segeltrollsländor. Inga underarter finns listade i Catalogue of Life.